# Deo Cantemus

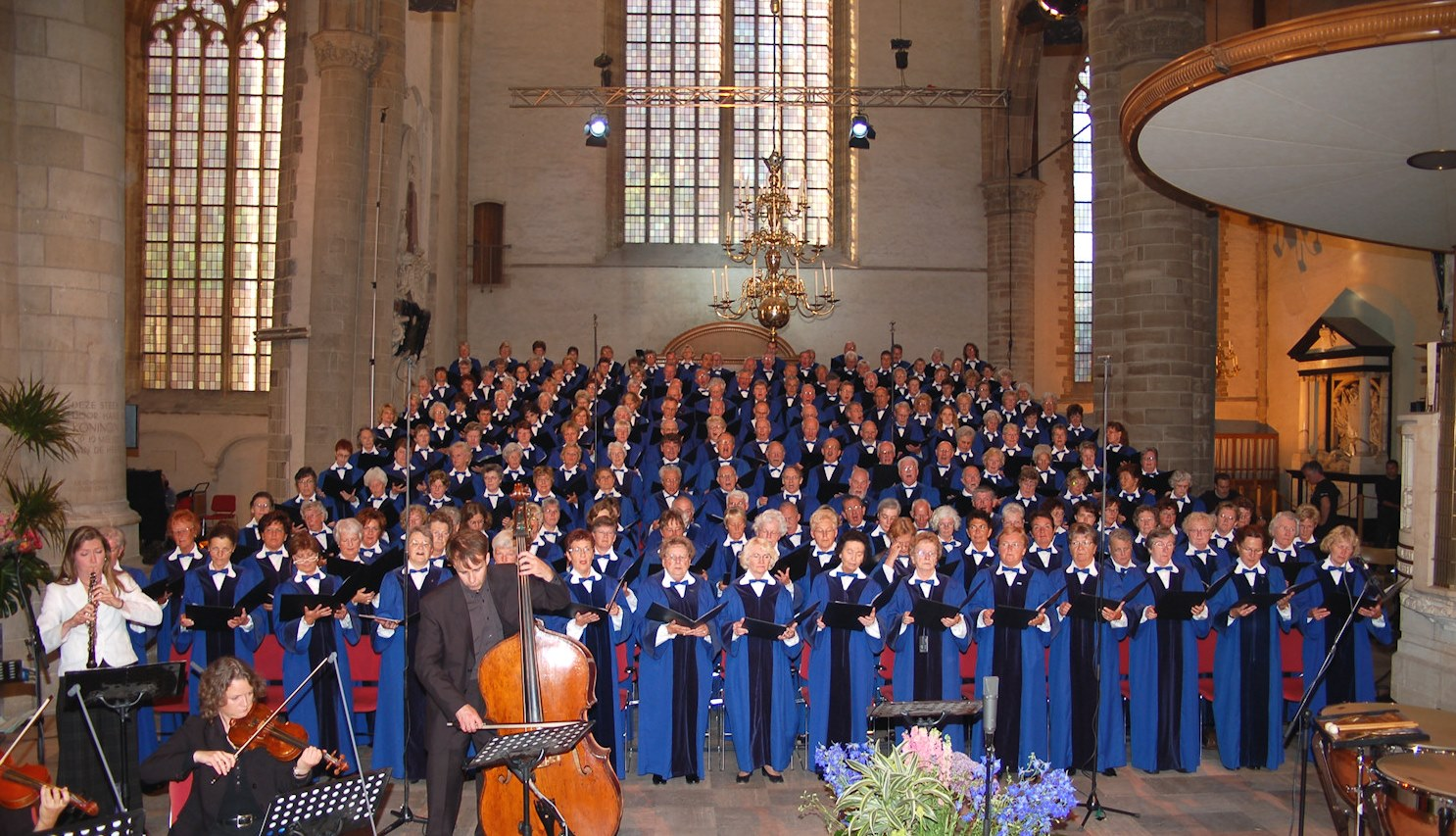
Deo Cantemus in Rotterdam

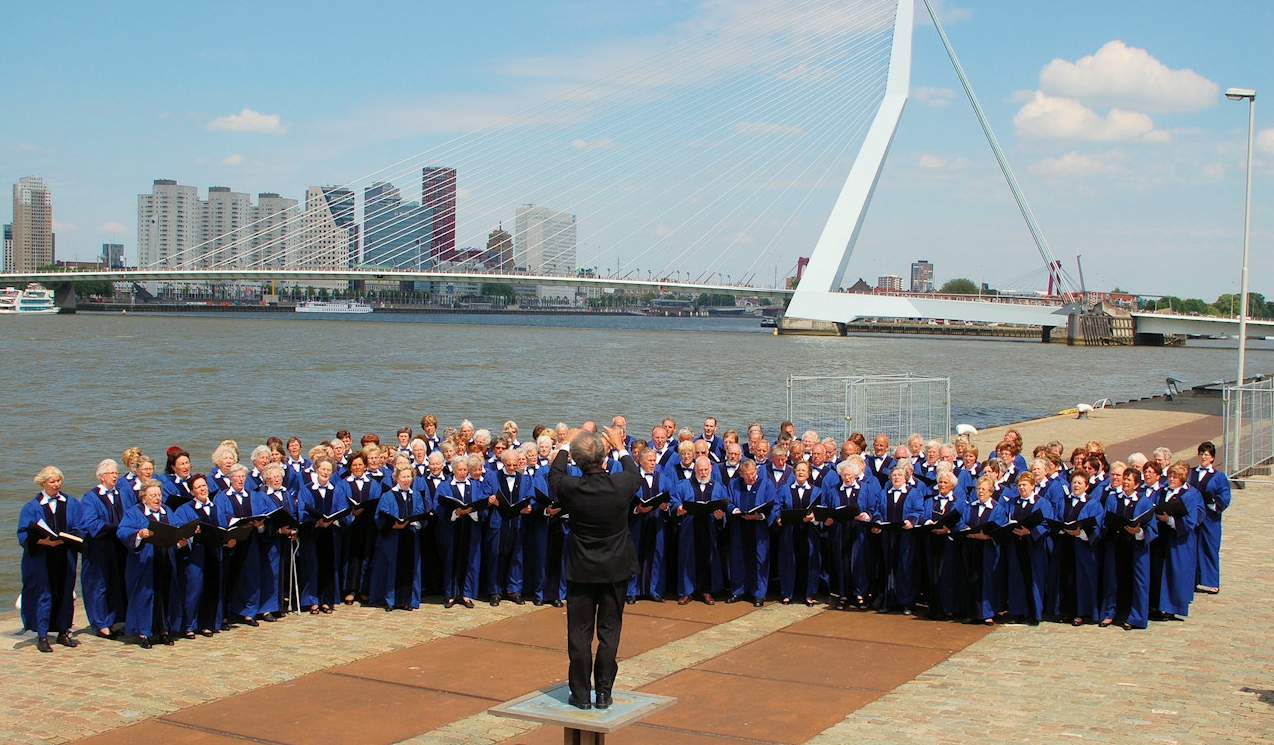
Deo Cantemus, DVD opname mei 2010 in Rotterdam

Deo Cantemus (uit Latijn: laten we zingen voor God) is een gemengd christelijk koor uit Rotterdam.
Het koor werd opgericht in 1935 en begon aanvankelijk met 12 leden. In 1951 kwam het koor onder leiding van Arie Pronk, die het koor tot internationale bekendheid bracht. Optredens waren onder andere in de Verenigde Staten, Canada, Duitsland, België, Frankrijk,  het Verenigd Koninkrijk, Hongarije, Israël, Tsjechië en Zwitserland. In 2010 was het koor uitgegroeid tot ongeveer 300 leden.
Sinds 1966 worden er jaarlijks in de maand december kerstconcerten gegeven in De Doelen te Rotterdam. De Evangelische Omroep maakt hiervan opnamen voor televisie-uitzendingen. Het is ook een traditie geworden om een voorjaarsconcert te geven in De Doelen met als thema “Rotterdam zingt van Hem”. 
Vanaf 1991, na het overlijden van Arie Pronk, werd Cor de Haan de vaste dirigent van het koor. Per 1 januari 2016 werd hij opgevolgd door Hans van Blijderveen. 

## Discografie
cd’s (niet volledig)
- Dank U, O Heer (dubbel cd)
- Eens zal de dag vol glorie zijn (dubbel cd)
- O Heer, Die onze Vader zijt
- Zo lief had God de wereld
- Omzien in verwondering (dubbel cd, deel1 1978-1991, deel 2 1991-2003)
- Als ik Uw schepping zie (2000, cd ter gelegenheid van het 65-jarig jubileum)
- KERST-DOELENCONCERTEN Rotterdam (1998-2002)
- Vertrouw op de Heer (2002)
- Kerst-Doelenconcert 2003
- Kerst-Doelenconcert 2004
- Omzien in verwondering 2004
- Rotterdam zingt van Hem (2005, dvd & cd)
- Kerst-Doelenconcert 2005
- Wij bezitten een Woord voor de wereld (2005, ter gelegenheid van het 65-jarig bestaan)
- Kerst-Doelenconcert 2006
- Kerst-Doelenconcert 2007
- Hoog boven alle vragen 2008
- Kerst-Doelenconcert 2008
- Waardig is het Lam 2009
- Kerst-Doelenconcert 2009
- Lied van Verlangen (2010, dvd & cd, ter gelegenheid van het 70-jarig jubileum)
- Stil in die nacht 2010